# 丹布勒

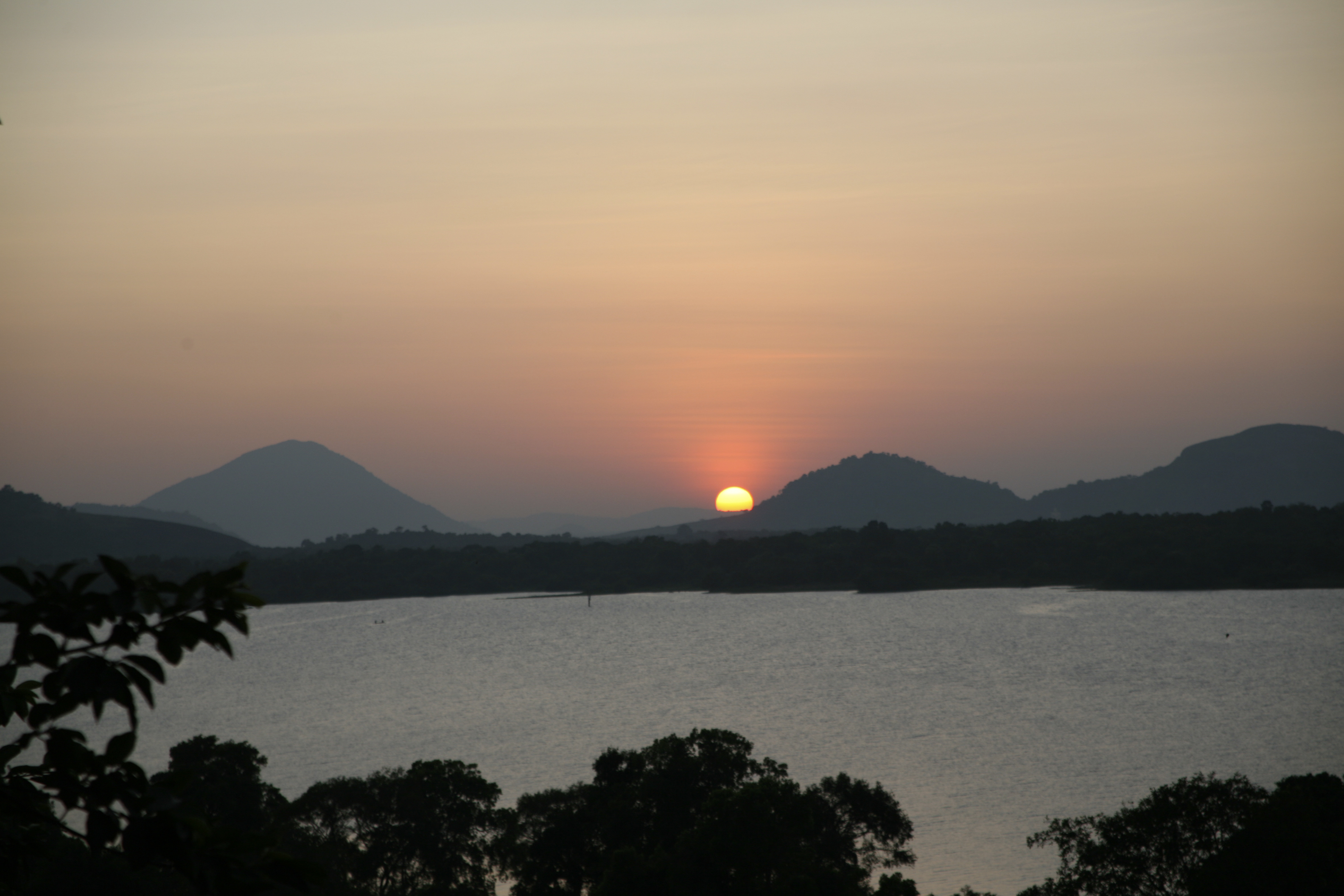
坎达拉马湖

丹布勒，或译丹布拉，是斯里兰卡中央省馬特萊區的一个城镇。位于斯里兰卡最大城市科伦坡东北148km处，中部省省会康提以北72km处。丹布勒处在交通路口处，故而成为了该国主要的蔬菜集散地。
其出名的原因是其附近有两个登记的世界遗产——丹布勒金寺及锡吉里耶。当地还有南亚最大的红水晶矿脉以及铁力木森林。